# Achille Polonara
Achille Polonara (Ancona, 23 novembre 1991) è un cestista italiano, ala grande della Virtus Bologna.
Nel corso della carriera ha vinto una Supercoppa italiana con la Pallacanestro Reggiana nel 2015, una FIBA Europe Cup con la Dinamo Sassari nella stagione 2018-19 e un Campionato spagnolo con il Saski Baskonia nella stagione 2019-20. A livello individuale è stato insignito due volte del premio di Miglior Under-22 della Serie A (nelle stagioni 2011-12 e 2012-13). Si è inoltre laureato vice-campione al FIBA EuroBasket Under-20 2011.

## Biografia
È fratello minore di Valerio, cestista attivo prevalentemente nelle serie dilettantistiche.
A novembre 2020 è diventato padre dando il nome Vitoria alla figlia, in onore della città basca in cui aveva, nella stagione precedente, vinto il campionato spagnolo.
Il 9 ottobre 2023 la Virtus Bologna comunica che Polonara dovrà essere sottoposto ad intervento chirurgico per la rimozione di una neoplasia testicolare riscontrata qualche giorno prima; l'intervento viene eseguito dopo qualche settimana. Il 3 dicembre, a meno di due mesi dall'operazione, Polonara torna nuovamente in campo giocando nella partita casalinga di campionato contro Tortona.
Il 16 giugno 2025 la Virtus Bologna comunica che a Polonara è stata diagnosticata una forma di leucemia mieloide.

## Carriera

### Club
Achille Polonara ha iniziato a giocare nel settore giovanile della Stamura Basket Ancona, prima di trasferirsi all'età di 15 anni nelle giovanili del Teramo Basket, con cui ha esordito da professionista in Serie A nella stagione 2009-10, dopo essere andato a referto 7 volte senza esordire nel 2008-09. Allenato da Andrea Capobianco disputa 5 partite stagionali, con 25 minuti totali in campo e 10 punti. Decide di indossare il numero 33 in omaggio agli ex cestisti Larry Bird e Scottie Pippen.
Dal 2010-11 inizia a giocare con continuità e colleziona 26 presenze con 78 punti. Termina la stagione con 3 punti e 3,2 rimbalzi di media a partita. Nel 2011-2012 è ancora a Teramo sotto la guida tecnica di Alessandro Ramagli, il quale lo utilizza in 32 partite di campionato. Polonara chiude l'anno con 262 minuti totali in campo (15,6 di media), 262 punti (8,2 di media) e 143 rimbalzi (4,5 di media). Al termine della stagione viene eletto Miglior under-22 della Lega Basket Serie A FIP.
Nell'estate 2012 firma il trasferimento alla Pallacanestro Varese. Durante la stagione 2012-2013 colleziona 27 presenze in stagione regolare e viene confermato per il secondo anno consecutivo come miglior under-22 della Serie A.
Nell'estate 2014 firma per la Pallacanestro Reggiana di coach Max Menetti, dove vinse la Supercoppa italiana 2015. In maglia biancorossa Achille giocherà tre stagioni diventando un simbolo e raggiungerà due finali scudetto.
Nel giugno 2017 firma per la Dinamo Sassari e viene invitato dai Milwaukee Bucks a partecipare alla NBA Summer League, ma non ha potuto per via di un infortunio durante un allenamento. Con la compagine sarda disputa due stagioni, vincendo la Euro Challenge e raggiungendo la finale scudetto perso a gara 7 contro la Reyer Venezia.
Nell'agosto 2019 si separa consensualmente dalla Dinamo Sassari, e firma con gli Spagnoli del Saski Baskonia. Con i baschi, seppur non da titolare, disputa la sua prima Eurolega, mettendo a referto 12.31 minuti e 3.1 punti di media. Tuttavia è in Liga ACB che ottiene un insperato successo: in regular season la squadra di Vitoria si piazza prima dell'interruzione a causa del coronavirus all'ottavo posto, ottenendo così l'accesso a dei playoff rivoluzionati dalla formula iniziale. Nel girone di qualificazione si piazza seconda alle spalle del Barcellona e ottenendo il pass per la final four in gare secche. Arriva in finale proprio contro i catalani e grazie anche a un suo tiro da 3 sul punteggio di parità a 2 minuti dalla fine e all'assist decisivo a 4 secondi dal termine vince il suo primo campionato, dopo tre finali perse in carriera.
Nella partita persa contro Maccabi, giocata il 10 dicembre 2020, realizza 15 punti, 8 rimbalzi, 6 assist e 5 stoppate, diventando così il primo giocatore della storia dell'Eurolega a registrare almeno 15 punti, 5 rimbalzi, 5 assist e 5 stoppate.
Il 17 gennaio 2025 nella partita vinta contro il Bayern Monaco raggiunge la quota di 1000 punti in Eurolega.

### Nazionale
Con l'Italia under 20 allenata da Pino Sacripanti ha disputato l'Europeo di categoria 2011, vincendo la medaglia d'argento. Nel torneo continentale ha disputato 9 partite, realizzando 85 punti.
L'esordio con la Nazionale maggiore è datato 11 marzo 2012, in occasione dell'All Star Game giocato dall'Italia contro una selezione di all-star del campionato italiano. Ha messo a referto 5 punti.
Nell'agosto del 2023, Polonara viene incluso dal commissario tecnico Gianmarco Pozzecco nella rosa italiana partecipante ai Mondiale maschili di pallacanestro in Giappone, Filippine e Indonesia, in cui gli azzurri concludono all'ottavo posto in seguito alle gare di piazzamento.

## Statistiche

### Eurolega
| Anno      | Squadra         | PG  | PT | MP   | TC%  | 3P%  | TL%  | RP  | AP  | PRP | SP  | PP   |
| --------- | --------------- | --- | -- | ---- | ---- | ---- | ---- | --- | --- | --- | --- | ---- |
| 2019-2020 | Saski Baskonia  | 27  | 0  | 12,5 | 32,6 | 22,5 | 64,3 | 2,8 | 0,2 | 0,6 | 0,4 | 3,1  |
| 2020-2021 | Saski Baskonia  | 33  | 29 | 29,8 | 51,9 | 44,3 | 60,3 | 6,6 | 1,9 | 1,2 | 0,9 | 12,2 |
| 2021-2022 | Fenerbahçe      | 30  | 4  | 22,4 | 43,6 | 30,2 | 60,0 | 4,3 | 1,1 | 0,7 | 0,5 | 7,3  |
| 2022-2023 | Anadolu Efes    | 15  | 8  | 11,4 | 53,3 | 42,9 | 57,1 | 2,2 | 0,3 | 0,1 | 0,5 | 2,8  |
| 2022-2023 | Žalgiris Kaunas | 20  | 1  | 18,0 | 42,1 | 36,4 | 68,4 | 4,2 | 1,4 | 0,7 | 0,5 | 4,6  |
| 2023-2024 | Virtus Bologna  | 21  | 1  | 12,6 | 43,9 | 44,8 | 60,0 | 2,7 | 1,2 | 0,5 | 0,5 | 3,1  |
| 2024-2025 | Virtus Bologna  | 33  | 6  | 16,2 | 39,9 | 27,6 | 79,5 | 2,8 | 0,9 | 0,5 | 0,4 | 4,8  |
| Carriera  | Carriera        | 179 | 49 | 18,6 | 44,9 | 35,0 | 65,0 | 3,8 | 1,1 | 0,6 | 0,5 | 5,9  |

### Eurocup
| Anno      | Squadra        | PG | PT | MP   | TC%  | 3P%  | TL%  | RP  | AP  | PRP | SP  | PP   |
| --------- | -------------- | -- | -- | ---- | ---- | ---- | ---- | --- | --- | --- | --- | ---- |
| 2013-2014 | Pall. Varese   | 10 | 10 | 25,3 | 30,0 | 31,8 | 62,5 | 3,6 | 1,1 | 1,0 | 0,5 | 7,2  |
| 2014-2015 | Pall. Reggiana | 10 | 10 | 30,9 | 40,7 | 28,9 | 76,7 | 6,4 | 1,3 | 1,1 | 0,6 | 11,0 |
| 2015-2016 | Pall. Reggiana | 16 | 15 | 26,1 | 48,2 | 36,1 | 61,5 | 6,9 | 1,4 | 0,6 | 0,6 | 11,1 |
| Carriera  | Carriera       | 36 | 35 | 27,2 | 41,2 | 32,7 | 67,1 | 5,9 | 1,3 | 0,9 | 0,6 | 10,0 |

### Club
Statistiche aggiornate al 9 maggio 2022.
Campionato stagione regolare
| Stagione        | Squadra        | Competizione         | Partite | Partite | Partite | Statistiche tiro | Statistiche tiro | Statistiche tiro | Altre statistiche | Altre statistiche | Altre statistiche | Altre statistiche | Altre statistiche |
| Stagione        | Squadra        | Competizione         | Pres.   | Titol.  | Minuti  | Tiri da 2        | Tiri da 3        | Liberi           | Rimb.             | Assist            | Rubate            | Stopp.            | Punti             |
| --------------- | -------------- | -------------------- | ------- | ------- | ------- | ---------------- | ---------------- | ---------------- | ----------------- | ----------------- | ----------------- | ----------------- | ----------------- |
| 2009-2010       | Teramo Basket  | Serie A              | 5       | 0       | 25      | 3/4              | 1/2              | 1/1              | 2                 | 0                 | 2                 | 1                 | 10                |
| 2010-2011       | Teramo Basket  | Serie A              | 26      | 1       | 301     | 22/57            | 2/20             | 28/39            | 82                | 11                | 16                | 23                | 78                |
| 2011-2012       | Teramo Basket  | Serie A              | 32      | 0       | 498     | 85/120           | 14/41            | 50/79            | 143               | 21                | 23                | 22                | 262               |
| 2012-2013       | Pall. Varese   | Serie A              | 28      | 7       | 641     | 75/138           | 25/73            | 42/66            | 150               | 27                | 45                | 16                | 267               |
| 2013-2014       | Pall. Varese   | Serie A              | 30      | 30      | 798     | 73/123           | 22/41            | 47/63            | 145               | 34                | 21                | 12                | 326               |
| 2014-2015       | Pall. Reggiana | Serie A              | 30      | 27      | 932     | 89/154           | 45/120           | 47/75            | 251               | 42                | 28                | 23                | 360               |
| 2015-2016       | Pall. Reggiana | Serie A              | 30      | 29      | 808     | 78/130           | 38/109           | 42/71            | 213               | 43                | 24                | 16                | 312               |
| 2016-2017       | Pall. Reggiana | Serie A              | 30      | 20      | 842     | 72/119           | 44/116           | 39/69            | 204               | 50                | 26                | 18                | 315               |
| 2017-2018       | Dinamo Sassari | Serie A              | 30      | 28      | 815     | 68/117           | 53/131           | 31/52            | 168               | 48                | 22                | 21                | 326               |
| 2018-2019       | Dinamo Sassari | Serie A              | 29      | 1       | 615     | 70/114           | 39/108           | 29/38            | 160               | 36                | 18                | 16                | 286               |
| 2019-2020       | Saski Baskonia | Liga ACB             | 23      | 0       | 259     | 26/42            | 11/32            | 16/21            | 53                | 8                 | 9                 | 5                 | 101               |
| 2020-2021       | Saski Baskonia | Liga ACB             | 21      | 20      | 530     | 59/95            | 32/80            | 28/43            | 116               | 39                | 28                | 9                 | 242               |
| 2021-2022       | Fenerbahçe SK  | Basketbol Süper Ligi | 20      | 16      | 517     | 73/167           | 25/91            | 28/37            | 114               | 39                | 15                | 7                 | 199               |
| Totale carriera |                |                      |         |         |         |                  |                  |                  |                   |                   |                   |                   |                   |

Campionato play-off
| Stagione        | Squadra        | Competizione      | Partite | Partite | Partite | Statistiche tiro | Statistiche tiro | Statistiche tiro | Altre statistiche | Altre statistiche | Altre statistiche | Altre statistiche | Altre statistiche |
| Stagione        | Squadra        | Competizione      | Pres.   | Titol.  | Minuti  | Tiri da 2        | Tiri da 3        | Liberi           | Rimb.             | Assist            | Rubate            | Stopp.            | Punti             |
| --------------- | -------------- | ----------------- | ------- | ------- | ------- | ---------------- | ---------------- | ---------------- | ----------------- | ----------------- | ----------------- | ----------------- | ----------------- |
| 2012-2013       | Pall. Varese   | Serie A play-off  | 12      | 1       | 178     | 19/38            | 8/24             | 7/9              | 41                | 8                 | 9                 | 0                 | 69                |
| 2014-2015       | Pall. Reggiana | Serie A play-off  | 19      | 19      | 635     | 50/95            | 31/89            | 38/59            | 153               | 30                | 22                | 18                | 231               |
| 2015-2016       | Pall. Reggiana | Serie A play-off  | 16      | 11      | 481     | 51/77            | 14/59            | 14/20            | 121               | 27                | 21                | 15                | 158               |
| 2016-2017       | Pall. Reggiana | Serie A play-off  | 3       | 2       | 69      | 4/5              | 4/13             | 2/5              | 13                | 1                 | 1                 | 1                 | 22                |
| 2018-2019       | Dinamo Sassari | Serie A play-off  | 13      | 0       | 279     | 29/48            | 13/37            | 16/25            | 71                | 16                | 11                | 5                 | 113               |
| 2019-2020       | Saski Baskonia | Liga ACB play-off | 7       | 1       | 129     | 15/23            | 7/14             | 7/10             | 33                | 6                 | 4                 | 6                 | 58                |
| Totale carriera |                |                   |         |         |         |                  |                  |                  |                   |                   |                   |                   |                   |

### Cronologia presenze e punti in Nazionale
| Cronologia completa delle presenze e dei punti in Nazionale - Italia | Cronologia completa delle presenze e dei punti in Nazionale - Italia | Cronologia completa delle presenze e dei punti in Nazionale - Italia | Cronologia completa delle presenze e dei punti in Nazionale - Italia | Cronologia completa delle presenze e dei punti in Nazionale - Italia | Cronologia completa delle presenze e dei punti in Nazionale - Italia | Cronologia completa delle presenze e dei punti in Nazionale - Italia | Cronologia completa delle presenze e dei punti in Nazionale - Italia |
| Data                                                                 | Città                                                                | In casa                                                              | Risultato                                                            | Ospiti                                                               | Competizione                                                         | Punti                                                                | Note                                                                 |
| -------------------------------------------------------------------- | -------------------------------------------------------------------- | -------------------------------------------------------------------- | -------------------------------------------------------------------- | -------------------------------------------------------------------- | -------------------------------------------------------------------- | -------------------------------------------------------------------- | -------------------------------------------------------------------- |
| 16/02/2012                                                           | Biella                                                               | Italia                                                               | 107 - 92                                                             | World Stars                                                          | All Star Game                                                        | 0                                                                    | [ 21 ]                                                               |
| 11/03/2012                                                           | Pesaro                                                               | Italia                                                               | 91 - 85                                                              | World Stars                                                          | All Star Game                                                        | 5                                                                    | [ 22 ]                                                               |
| 08/08/2012                                                           | Trieste                                                              | Italia                                                               | 78 - 70                                                              | Croazia                                                              | Amichevole                                                           | 0                                                                    | [ 23 ]                                                               |
| 09/08/2012                                                           | Parenzo                                                              | Croazia                                                              | 72 - 70                                                              | Italia                                                               | Amichevole                                                           | 0                                                                    | [ 24 ]                                                               |
| 13/04/2014                                                           | Ancona                                                               | Italia                                                               | 76 - 59                                                              | World Stars                                                          | All Star Game                                                        | 5                                                                    | [ 25 ]                                                               |
| 10/07/2014                                                           | Trento                                                               | Italia                                                               | 91 - 59                                                              | Germania                                                             | Torneo amichevole                                                    | 20                                                                   | [ 26 ]                                                               |
| 11/07/2014                                                           | Trento                                                               | Italia                                                               | 74 - 58                                                              | Paesi Bassi                                                          | Torneo amichevole                                                    | 4                                                                    | [ 27 ]                                                               |
| 12/07/2014                                                           | Trento                                                               | Italia                                                               | 74 - 68                                                              | Belgio                                                               | Torneo amichevole                                                    | 9                                                                    | [ 28 ]                                                               |
| 18/07/2014                                                           | Sarajevo                                                             | Italia                                                               | 60 - 76                                                              | Montenegro                                                           | Torneo amichevole                                                    | 7                                                                    | [ 29 ]                                                               |
| 19/07/2014                                                           | Sarajevo                                                             | Bosnia ed Erzegovina                                                 | 70 - 75                                                              | Italia                                                               | Torneo amichevole                                                    | 2                                                                    | [ 30 ]                                                               |
| 20/07/2014                                                           | Sarajevo                                                             | Italia                                                               | 89 - 77                                                              | Bielorussia                                                          | Torneo amichevole                                                    | 4                                                                    | [ 31 ]                                                               |
| 25/07/2014                                                           | Skopje                                                               | Montenegro                                                           | 84 - 86                                                              | Italia                                                               | Torneo amichevole                                                    | 0                                                                    | [ 32 ]                                                               |
| 26/07/2014                                                           | Skopje                                                               | Macedonia                                                            | 56 - 63                                                              | Italia                                                               | Torneo amichevole                                                    | 0                                                                    | [ 33 ]                                                               |
| 27/07/2014                                                           | Skopje                                                               | Polonia                                                              | 65 - 73                                                              | Italia                                                               | Torneo amichevole                                                    | 0                                                                    | [ 34 ]                                                               |
| 03/08/2014                                                           | Trieste                                                              | Italia                                                               | 74 - 71                                                              | Canada                                                               | Torneo amichevole                                                    | 0                                                                    | [ 35 ]                                                               |
| 04/08/2014                                                           | Trieste                                                              | Italia                                                               | 99 - 71                                                              | Bosnia ed Erzegovina                                                 | Torneo amichevole                                                    | 8                                                                    | [ 36 ]                                                               |
| 05/08/2014                                                           | Trieste                                                              | Italia                                                               | 80 - 71                                                              | Serbia                                                               | Torneo amichevole                                                    | 3                                                                    | [ 37 ]                                                               |
| 13/08/2014                                                           | Mosca                                                                | Russia                                                               | 63 - 65                                                              | Italia                                                               | Qual. Euro 2015                                                      | 0                                                                    | [ 38 ]                                                               |
| 17/08/2014                                                           | Cagliari                                                             | Italia                                                               | 90 - 60                                                              | Svizzera                                                             | Qual. Euro 2015                                                      | 14                                                                   | [ 39 ]                                                               |
| 24/08/2014                                                           | Cagliari                                                             | Italia                                                               | 68 - 72                                                              | Russia                                                               | Qual. Euro 2015                                                      | 0                                                                    | [ 40 ]                                                               |
| 27/08/2014                                                           | Bellinzona                                                           | Svizzera                                                             | 65 - 80                                                              | Italia                                                               | Qual. Euro 2015                                                      | 1                                                                    | [ 41 ]                                                               |
| 30/07/2015                                                           | Trento                                                               | Italia                                                               | 64 - 52                                                              | Paesi Bassi                                                          | Torneo amichevole                                                    | 7                                                                    | [ 42 ]                                                               |
| 31/07/2015                                                           | Trento                                                               | Italia                                                               | 64 - 54                                                              | Austria                                                              | Torneo amichevole                                                    | 12                                                                   | [ 43 ]                                                               |
| 01/08/2015                                                           | Trento                                                               | Italia                                                               | 68 - 69                                                              | Germania                                                             | Torneo amichevole                                                    | 6                                                                    | [ 44 ]                                                               |
| 14/08/2015                                                           | Tbilisi                                                              | Italia                                                               | 82 - 63                                                              | Lettonia                                                             | Torneo amichevole                                                    | 2                                                                    | [ 45 ]                                                               |
| 15/08/2015                                                           | Tbilisi                                                              | Italia                                                               | 85 - 61                                                              | Estonia                                                              | Torneo amichevole                                                    | 5                                                                    | [ 46 ]                                                               |
| 16/08/2015                                                           | Tbilisi                                                              | Georgia                                                              | 67 - 87                                                              | Italia                                                               | Torneo amichevole                                                    | 0                                                                    | [ 47 ]                                                               |
| 21/08/2015                                                           | Capodistria                                                          | Italia                                                               | 86 - 72                                                              | Finlandia                                                            | Torneo amichevole                                                    | 0                                                                    | [ 48 ]                                                               |
| 22/08/2015                                                           | Capodistria                                                          | Italia                                                               | 75 - 77                                                              | Ucraina                                                              | Torneo amichevole                                                    | 0                                                                    | [ 49 ]                                                               |
| 23/08/2015                                                           | Capodistria                                                          | Slovenia                                                             | 76 - 67                                                              | Italia                                                               | Torneo amichevole                                                    | 0                                                                    | [ 50 ]                                                               |
| 28/08/2015                                                           | Trieste                                                              | Italia                                                               | 91 - 90                                                              | Georgia                                                              | Torneo amichevole                                                    | 0                                                                    | [ 51 ]                                                               |
| 29/08/2015                                                           | Trieste                                                              | Italia                                                               | 90 - 69                                                              | Università statale del Michigan                                      | Torneo amichevole                                                    | 17                                                                   | [ 52 ]                                                               |
| 30/08/2015                                                           | Trieste                                                              | Italia                                                               | 68 - 63                                                              | Russia                                                               | Torneo amichevole                                                    | 7                                                                    | [ 53 ]                                                               |
| 05/09/2015                                                           | Berlino                                                              | Italia                                                               | 87 - 89                                                              | Turchia                                                              | EuroBasket 2015 - Fase a gironi                                      | 0                                                                    | [ 54 ]                                                               |
| 06/09/2015                                                           | Berlino                                                              | Italia                                                               | 71 - 64                                                              | Islanda                                                              | EuroBasket 2015 - Fase a gironi                                      | 0                                                                    | [ 55 ]                                                               |
| 08/09/2015                                                           | Berlino                                                              | Italia                                                               | 105 - 98                                                             | Spagna                                                               | EuroBasket 2015 - Fase a gironi                                      | 0                                                                    | [ 56 ]                                                               |
| 09/09/2015                                                           | Berlino                                                              | Germania                                                             | 82 - 89 dts                                                          | Italia                                                               | EuroBasket 2015 - Fase a gironi                                      | 0                                                                    | [ 57 ]                                                               |
| 10/09/2015                                                           | Berlino                                                              | Italia                                                               | 82 - 101                                                             | Serbia                                                               | EuroBasket 2015 - Fase a gironi                                      | 2                                                                    | [ 58 ]                                                               |
| 13/09/2015                                                           | Lilla                                                                | Italia                                                               | 82 - 52                                                              | Israele                                                              | EuroBasket 2015 - Ottavi                                             | 2                                                                    | [ 59 ]                                                               |
| 16/09/2015                                                           | Lilla                                                                | Italia                                                               | 85 - 95 dts                                                          | Lituania                                                             | EuroBasket 2015 - Quarti                                             | 0                                                                    | [ 60 ]                                                               |
| 17/09/2015                                                           | Lilla                                                                | Italia                                                               | 85 - 70                                                              | Rep. Ceca                                                            | EuroBasket 2015 - Gara 5º posto                                      | 0                                                                    | [ 61 ]                                                               |
| 24/11/2017                                                           | Torino                                                               | Italia                                                               | 75 - 70                                                              | Romania                                                              | Qual. Mondiali 2019                                                  | 2                                                                    | [ 62 ]                                                               |
| 26/11/2017                                                           | Zagabria                                                             | Croazia                                                              | 64 - 80                                                              | Italia                                                               | Qual. Mondiali 2019                                                  | 2                                                                    | [ 63 ]                                                               |
| 26/02/2018                                                           | Cluj-Napoca                                                          | Romania                                                              | 50 - 101                                                             | Italia                                                               | Qual. Mondiali 2019                                                  | 4                                                                    | [ 64 ]                                                               |
| 01/07/2018                                                           | Groninga                                                             | Paesi Bassi                                                          | 81 - 66                                                              | Italia                                                               | Qual. Mondiali 2019                                                  | 0                                                                    | [ 65 ]                                                               |
| 29/11/2018                                                           | Brescia                                                              | Italia                                                               | 70 - 65                                                              | Lituania                                                             | Qual. Mondiali 2019                                                  | 11                                                                   | [ 66 ]                                                               |
| 02/12/2018                                                           | Danzica                                                              | Polonia                                                              | 94 - 78                                                              | Italia                                                               | Qual. Mondiali 2019                                                  | 0                                                                    | [ 67 ]                                                               |
| 18/06/2021                                                           | Amburgo                                                              | Italia                                                               | 82 - 56                                                              | Tunisia                                                              | Torneo amichevole                                                    | 15                                                                   | [ 68 ]                                                               |
| 19/06/2021                                                           | Amburgo                                                              | Italia                                                               | 83 - 71                                                              | Rep. Ceca                                                            | Torneo amichevole                                                    | 16                                                                   | [ 69 ]                                                               |
| 20/06/2021                                                           | Amburgo                                                              | Germania                                                             | 91 - 79                                                              | Italia                                                               | Torneo amichevole                                                    | 16                                                                   | [ 70 ]                                                               |
| 01/07/2021                                                           | Belgrado                                                             | Italia                                                               | 90 - 83                                                              | Porto Rico                                                           | Qual. Olimpiadi 2021                                                 | 21                                                                   | [ 71 ]                                                               |
| 03/07/2021                                                           | Belgrado                                                             | Italia                                                               | 79 - 59                                                              | Rep. Dominicana                                                      | Qual. Olimpiadi 2021                                                 | 9                                                                    | [ 72 ]                                                               |
| 04/07/2021                                                           | Belgrado                                                             | Serbia                                                               | 95 - 102                                                             | Italia                                                               | Qual. Olimpiadi 2021                                                 | 22                                                                   | [ 73 ]                                                               |
| 25/07/2021                                                           | Saitama                                                              | Germania                                                             | 82 - 92                                                              | Italia                                                               | Olimpiadi 2021 - Fase a gironi                                       | 0                                                                    | [ 74 ]                                                               |
| 28/07/2021                                                           | Saitama                                                              | Italia                                                               | 83 - 86                                                              | Australia                                                            | Olimpiadi 2021 - Fase a gironi                                       | 12                                                                   | [ 75 ]                                                               |
| 31/07/2021                                                           | Saitama                                                              | Italia                                                               | 80 - 71                                                              | Nigeria                                                              | Olimpiadi 2021 - Fase a gironi                                       | 13                                                                   | [ 76 ]                                                               |
| 03/08/2021                                                           | Saitama                                                              | Italia                                                               | 75 - 84                                                              | Francia                                                              | Olimpiadi 2021 - Quarti                                              | 15                                                                   | [ 77 ]                                                               |
| 25/06/2022                                                           | Trieste                                                              | Italia                                                               | 71 - 90                                                              | Slovenia                                                             | Amichevole                                                           | 12                                                                   | [ 78 ]                                                               |
| 04/07/2022                                                           | Almere                                                               | Paesi Bassi                                                          | 81 - 92                                                              | Italia                                                               | Qual. Mondiali 2023                                                  | 15                                                                   | [ 79 ]                                                               |
| 12/08/2022                                                           | Bologna                                                              | Italia                                                               | 78 - 79 dts                                                          | Francia                                                              | Amichevole                                                           | 6                                                                    | [ 80 ]                                                               |
| 16/08/2022                                                           | Montpellier                                                          | Francia                                                              | 100 - 68                                                             | Italia                                                               | Amichevole                                                           | 9                                                                    | [ 81 ]                                                               |
| 19/08/2022                                                           | Amburgo                                                              | Italia                                                               | 86 - 90                                                              | Serbia                                                               | Torneo amichevole                                                    | 2                                                                    | [ 82 ]                                                               |
| 20/08/2022                                                           | Amburgo                                                              | Italia                                                               | 96 - 80                                                              | Rep. Ceca                                                            | Torneo amichevole                                                    | 9                                                                    | [ 83 ]                                                               |
| 24/08/2022                                                           | Riga                                                                 | Ucraina                                                              | 89 - 97                                                              | Italia                                                               | Qual. Mondiali 2023                                                  | 9                                                                    | [ 84 ]                                                               |
| 27/08/2022                                                           | Brescia                                                              | Italia                                                               | 91 - 84                                                              | Georgia                                                              | Qual. Mondiali 2023                                                  | 0                                                                    | [ 85 ]                                                               |
| 02/09/2022                                                           | Milano                                                               | Italia                                                               | 83 - 62                                                              | Estonia                                                              | EuroBasket 2022 - Fase a gironi                                      | 12                                                                   | [ 86 ]                                                               |
| 03/09/2022                                                           | Milano                                                               | Grecia                                                               | 85 - 81                                                              | Italia                                                               | EuroBasket 2022 - Fase a gironi                                      | 14                                                                   | [ 87 ]                                                               |
| 05/09/2022                                                           | Milano                                                               | Ucraina                                                              | 84 - 73                                                              | Italia                                                               | EuroBasket 2022 - Fase a gironi                                      | 17                                                                   | [ 88 ]                                                               |
| 06/09/2022                                                           | Milano                                                               | Italia                                                               | 81 - 76                                                              | Croazia                                                              | EuroBasket 2022 - Fase a gironi                                      | 6                                                                    | [ 89 ]                                                               |
| 08/09/2022                                                           | Milano                                                               | Italia                                                               | 90 - 56                                                              | Gran Bretagna                                                        | EuroBasket 2022 - Fase a gironi                                      | 5                                                                    | [ 90 ]                                                               |
| 11/09/2022                                                           | Berlino                                                              | Serbia                                                               | 86 - 94                                                              | Italia                                                               | EuroBasket 2022 - Ottavi                                             | 16                                                                   | [ 91 ]                                                               |
| 14/09/2022                                                           | Berlino                                                              | Francia                                                              | 93 - 85 dts                                                          | Italia                                                               | EuroBasket 2022 - Quarti                                             | 9                                                                    | [ 92 ]                                                               |
| 04/08/2023                                                           | Trento                                                               | Italia                                                               | 90 - 89 dts                                                          | Turchia                                                              | Torneo amichevole                                                    | 9                                                                    | [ 93 ]                                                               |
| 05/08/2023                                                           | Trento                                                               | Italia                                                               | 79 - 61                                                              | Cina                                                                 | Torneo amichevole                                                    | 5                                                                    | [ 94 ]                                                               |
| 09/08/2023                                                           | Atene                                                                | Italia                                                               | 89 - 88                                                              | Serbia                                                               | Torneo Acropolis 2023                                                | 11                                                                   | [ 95 ]                                                               |
| 10/08/2023                                                           | Atene                                                                | Grecia                                                               | 70 - 74                                                              | Italia                                                               | Torneo Acropolis 2023                                                | 0                                                                    | [ 96 ]                                                               |
| 13/08/2023                                                           | Ravenna                                                              | Italia                                                               | 98 - 65                                                              | Porto Rico                                                           | Amichevole                                                           | 3                                                                    | [ 97 ]                                                               |
| 20/08/2023                                                           | Shenzhen                                                             | Italia                                                               | 93 - 87                                                              | Brasile                                                              | Torneo amichevole                                                    | 11                                                                   | [ 98 ]                                                               |
| 21/08/2023                                                           | Shenzhen                                                             | Italia                                                               | 88 - 81                                                              | Nuova Zelanda                                                        | Torneo amichevole                                                    | 10                                                                   | [ 99 ]                                                               |
| 25/08/2023                                                           | Santa Maria                                                          | Angola                                                               | 67 - 81                                                              | Italia                                                               | Mondiali 2023 - 1ª fase a gironi                                     | 7                                                                    | [ 100 ]                                                              |
| 27/08/2023                                                           | Quezon City                                                          | Italia                                                               | 82 - 87                                                              | Rep. Dominicana                                                      | Mondiali 2023 - 1ª fase a gironi                                     | 10                                                                   | [ 101 ]                                                              |
| 29/08/2023                                                           | Quezon City                                                          | Filippine                                                            | 83 - 90                                                              | Italia                                                               | Mondiali 2023 - 1ª fase a gironi                                     | 6                                                                    | [ 102 ]                                                              |
| 01/09/2023                                                           | Quezon City                                                          | Serbia                                                               | 76 - 78                                                              | Italia                                                               | Mondiali 2023 - 2ª fase a gironi                                     | 3                                                                    | [ 103 ]                                                              |
| 03/09/2023                                                           | Quezon City                                                          | Italia                                                               | 73 - 57                                                              | Porto Rico                                                           | Mondiali 2023 - 2ª fase a gironi                                     | 0                                                                    | [ 104 ]                                                              |
| 05/09/2023                                                           | Pasay                                                                | Italia                                                               | 63 - 100                                                             | Stati Uniti                                                          | Mondiali 2023 - Quarti                                               | 1                                                                    | [ 105 ]                                                              |
| 07/09/2023                                                           | Pasay                                                                | Italia                                                               | 82 - 87                                                              | Lettonia                                                             | Mondiali 2023 - Semifinale 5º-8º posto                               | 4                                                                    | [ 106 ]                                                              |
| 09/09/2023                                                           | Pasay                                                                | Italia                                                               | 85 - 89                                                              | Slovenia                                                             | Mondiali 2023 - Finale 7º-8º posto                                   | 13                                                                   | [ 107 ]                                                              |
| 22/02/2024                                                           | Pesaro                                                               | Italia                                                               | 87 - 80                                                              | Turchia                                                              | Qual. Euro 2025                                                      | 9                                                                    | [ 108 ]                                                              |
| 25/02/2024                                                           | Szombathely                                                          | Ungheria                                                             | 62 - 83                                                              | Italia                                                               | Qual. Euro 2025                                                      | 10                                                                   | [ 109 ]                                                              |
| 23/06/2024                                                           | Trento                                                               | Italia                                                               | 79 - 68                                                              | Georgia                                                              | Torneo amichevole                                                    | 12                                                                   | [ 110 ]                                                              |
| 25/06/2024                                                           | Madrid                                                               | Spagna                                                               | 84 - 87 dts                                                          | Italia                                                               | Amichevole                                                           | 8                                                                    | [ 111 ]                                                              |
| 03/07/2024                                                           | San Juan                                                             | Italia                                                               | 114 - 53                                                             | Bahrein                                                              | Qual. Olimpiadi 2024                                                 | 13                                                                   | [ 112 ]                                                              |
| 05/07/2024                                                           | San Juan                                                             | Porto Rico                                                           | 80 - 69                                                              | Italia                                                               | Qual. Olimpiadi 2024                                                 | 3                                                                    | [ 113 ]                                                              |
| 07/07/2024                                                           | San Juan                                                             | Italia                                                               | 64 - 88                                                              | Lituania                                                             | Qual. Olimpiadi 2024                                                 | 7                                                                    | [ 114 ]                                                              |
| Totale                                                               |                                                                      | Presenze                                                             | 94                                                                   |                                                                      | Punti                                                                | 596                                                                  |                                                                      |

## Palmarès

### Club

#### Competizioni nazionali
- Supercoppa italiana: 2

Pallacanestro Reggiana: 2015
Virtus Bologna: 2023
- Campionato spagnolo: 1

Saski Baskonia: 2019-20
- Campionato turco:

Fenerbahçe Spor Kulübü: 2021-2022
- Coppa del Presidente: 1

Anadolu Efes: 2022
- Campionato lituano: 1

Žalgiris Kaunas: 2022-2023
- Coppa di Lituania: 1

Žalgiris Kaunas: 2022-2023
- Campionato italiano: 1

Virtus Bologna: 2024-2025

#### Competizioni internazionali
- FIBA Europe Cup: 1

Dinamo Sassari: 2018-19

### Nazionale
- Europei Under-20:

: Spagna 2011

### Individuale
- Miglior U-22 della Serie A: 2

Basket Teramo: 2012
Pallacanestro Varese: 2013
- Premio Reverberi: 1

Miglior giocatore: 2014-2015